# موش‌های چینچیلا
موش‌های چینچیلا (نام علمی: Abrocomidae) نام یک تیره از فروراسته تشی‌آروارگان است.